# Gomilsko
Gomilsko je obcestno naselje v Občini Braslovče. Leži ob prehodu potoka Bolska v prostrano prodnato ravan Celjske kotline. Jedro starega kmečkega naselja je ob potoku Bolska, novejši pretežno nekmečki del zaselka z imenom Rezana pa stoji ob cesti Ljubljana - Celje. Polja so na terasah, travniki ob potoku pa so bili velikokrat popljavljeni. Stanje se je popravilo, ko so Bolsko 1981 regulirali. Ob glavni cesti so med zaselkoma Rezana in Dragopolje 1884 odkrili rimsko grobnico iz začetka 1. tisočletja. Nekatere
domneve kažejo na to, da bi morebiti tu lahko bila v rimskih časih postaja Ad Medias.

## Ime kraja
Gomilsko je dobilo ime po gomili, ki je danes zravnana in po njej poteka regionalna cesta Celje-Ljubljana. Gomilo so kmetje zravnali, ko so z leti odnašali ilovico in z njo nasipavali polja. V 18. stoletju je na vzpetini gomile stalo ogrodje vislic, zato je ta dobila ime Visliški grič. Imenovali so jo tudi Francoski grič in Turški grič, ker  naj bi po različnih  pripovedovanjih tukaj bila grobnica iz dobe zadnjega frankovskega vdora ali pa grob nekega turškega poveljnika.

## Šolstvo
Na Gomilskem je leta 1752 otroke začel poučevati mežnar, leta 1810 pa je pouk prevzel kurat, redna šola pa je bila ustanovljena leta 1815. Danes na Gomilskem deluje le Podružnična osnovna šola Gomilsko z razredi od 1. do 5. razreda, ki spada pod Osnovno šolo Braslovče.

## Društva
- Kulturno društvo Gomilsko  Arhivirano 2010-05-12 na Wayback Machine.
- Turistično društvo Gomilsko [mrtva povezava]
- Prostovoljno gasilsko društvo Gomilsko
- Konjeniško društvo Mustang Gomilsko

## Pomembnejši objekti
- Cerkev sv. Štefana, Gomilsko
- Gasilski dom
- Podružnična osnovna šola Gomilsko
- Kulturni dom